# Pavlínov, Žďár nad Sázavou
Pavlínov là một làng thuộc huyện Žďár nad Sázavou, vùng Vysočina, Cộng hòa Séc.